# Lima (departement)

Departementets läge i Peru.

Lima departement (Departamento de Lima) är ett av de tjugofyra departement som tillsammans med konstitutionella provinsen Callao utgör Republiken Peru. Det är belägen vid landets centrala kust och är en strikt politisk uppdelning, eftersom dess administration är uppdelad i två förvaltningsområden på regional nivå, Municipalidad Metropolitana de Lima, som administrerar provinsen Lima, och Limas regionala regering som administrerar de återstående nio provinserna och är baserad i Huacho.
Departementet omsluter den autonoma provinsen Lima, som omfattar landets huvudstad, och Callao. Dessa enheter ingår inte i departementet. Limaregionen var förr känd som Lima Provincias. Befolkningen uppgick till 839 469 invånare vid folkräkningen 2007, på en yta av 32 129 kvadratkilometer. Den administrativa huvudorten är Huacho.

## Administrativ indelning
Departementet är indelad i nio provinser som i sin tur är indelade i 128 distrikt. Lista på provinserna med provinshuvudstäderna inom parentes:
- Barranca (Barranca)
- Cajatambo (Cajatambo)
- Cañete (San Vicente de Cañete)
- Canta (Canta)
- Huaral (Huaral)
- Huarochirí (Matucana)
- Huaura (Huacho)
- Oyón (Oyón)
- Yauyos (Yauyos)